# Test-and-set lock
TSL son las siglas de Test and set lock, una instrucción hardware utilizada por ciertos procesadores para facilitar la creación de semáforos y otras herramientas necesarias para la programación concurrente en computadores. 
TSL es una instrucción máquina que realiza dos acciones: leer el contenido de una palabra de la memoria en un registro y almacenar un valor distinto de cero en dicha palabra de memoria. Al tratarse de una instrucción máquina, el procesador garantiza que la instrucción TSL es realizada sin ningún tipo de interrupción por parte de otro proceso, es decir las operaciones de lectura y escritura de la palabra tienen la garantía de ser indivisibles. Además, si nos encontramos en un sistema multiprocesador, ninguno de los demás procesadores tendrá acceso a la palabra hasta que termine de ejecutarse la instrucción. El procesador que ejecuta la instrucción TSL cierra el bus de la memoria para prohibir a los demás el acceso a la memoria hasta el término de la instrucción.